# Собениці
Собениці (пол. Sobienice) — село в Польщі, у гміні Мислібуж Мисліборського повіту Західнопоморського воєводства.
У 1975-1998 роках село належало до Гожовського воєводства.